# ピエール＝ルイ・リオン
ピエール＝ルイ・リオン（Pierre-Louis Lions、1956年8月11日 - ）はフランスの数学者である。父親のジャック＝ルイ・リオンも数学者で、ナンシー大学の教授であった。

## 来歴
グラース出身。ピエールは1979年にパリ第6大学で数学のPh.D.を取得した。
彼は非線形偏微分方程式の理論の研究を行い、ボルツマン方程式に初めて完全な解を与えた業績によりパリ第9大学で働いていた1994年にフィールズ賞を受賞した。また1987年にはIBM賞、1991年にはフィリップ・モリス賞を受賞している。現在はコレージュ・ド・フランスとエコール・ポリテクニークで偏微分方程式の教授をしている。またテキサス大学オースティン校の非常勤教授でもある。
1980年代初めに発表したViscosity solutions of Hamilton-Jacobi equationsという論文の中で、彼は粘性解の考えを導入した。この考えは、偏微分方程式の理論に大きな影響をもたらした。